# جولي غريغ
جولي غريغ (بالإنجليزية: Julie Gregg)‏ هي دراجة أمريكية، ولدت في 27 مايو 1966.